# توپلیتس
توپلیتس (به آلمانی: Tauplitz) یک منطقهٔ مسکونی در اتریش است که در ناحیه لیتسن واقع شده‌است. توپلیتس ۵۳٫۹ کیلومتر مربع مساحت دارد ۸۹۶ متر بالاتر از سطح دریا واقع شده‌است.